# Muse
Muse – zespół rockowy pochodzący z Anglii, utworzony w Teignmouth (hrabstwo Devon) w 1994 roku przez Matthew Bellamy’ego (śpiew, gitara, keyboard), Chrisa Wolstenholme’a (gitara basowa, keyboard, śpiew towarzyszący), oraz Dominica Howarda (perkusja). Zespół łączy rock alternatywny, rock progresywny, muzykę poważną, funk i elektronikę, określając nowy podgatunek new prog. Grupa jest znana ze swych energetycznych występów koncertowych oraz zainteresowań frontmana Matthew Bellamy’ego teoriami globalnej konspiracji, teologią, apokalipsą oraz polityką.
Wydali 9 albumów studyjnych. Album Black Holes and Revelations przyniósł zespołowi nominację do Mercury Prize oraz dostał tytuł trzeciego albumu roku NME w liście rocznej dla 2006 roku. Ich albumy – The Resistance – wydany w 2009 oraz Drones – wydany w 2015 roku otrzymały nagrodę Grammy za najlepszy album rockowy odpowiednio w roku 2010 oraz 2015.

## Historia

### Powstanie zespołu i pierwsze lata działalności (1992–1997)
W czasie nauki w Teignmouth Community College we wczesnych latach 90., członkowie Muse grali w osobnych zespołach. Tworzenie zespołu rozpoczęło się po tym, jak Matthew Bellamy z powodzeniem spróbował sił jako gitarzysta w zespole Dominica Howarda, Altostrata. Po tym jak ich drugi gitarzysta, Phys Vandit, zdecydował się opuścić zespół zostali pozostawieni z dylematem, który został rozwiązany przez Chrisa Wolstenholme’a, perkusistę innego lokalnego zespołu zwanego Fixed Penalty, którego poprosili, aby nauczył się grać na gitarze basowej.
W 1994 roku pod szyldem Rocket Baby Dolls z wizerunkiem gotyckim/glam grupa wygrała lokalny konkurs – Battle of the bands (byli tam jedynym „prawdziwie rockowym zespołem”). To miało być protestem, wyrażeniem siebie, więc jeśli naprawdę wygraliśmy, to był dla nas prawdziwy szok. Ogromny szok. Po tym zaczęliśmy o nas rozmawiać poważnie – powiedział Bellamy. Krótko po konkursie zmienili swoją nazwę na Muse, porzucili uniwersytet oraz swoje dotychczasowe prace i wynieśli się z Teignmouth.

### Pierwsze EP iShowbiz(1998–2000)
Po kilku latach zyskiwania fanów w Londynie zespół zagrał pierwsze koncerty właśnie tam, oraz w Manchesterze. Miał również znaczące spotkanie z Dennisem Smithem, właścicielem Sawmills, studia nagrań w przerobionym wodnym młynie w angielskiej Kornwalii.
To spotkanie doprowadziło do powstania pierwszych prawdziwych nagrań oraz wydania EP Muse, którego okładka została zaprojektowana przez perkusistę, Howarda, w Sawmills pod wytwórnią Dangerous. Ich drugie EP, Muscle Museum, zdobyło uznanie wpływowego brytyjskiego dziennikarza muzycznego Steve'a Lamacqa oraz cotygodniowego brytyjskiego wydawnictwa muzycznego NME. Niedługo potem Dennis Smith specjalnie dla Muse założył wytwórnię Taste Media (zespół pozostawał pod jej skrzydłami w czasie tworzenia pierwszych trzech albumów). Dzięki temu mógł na początkowych etapach kariery zachować swoje indywidualne brzmienie.
Pomimo sukcesu, jaki odniosło drugie EP grupy, brytyjskie kompanie płytowe nie były chętne do jej wsparcia; zarzucano jej także – jak wielu ich rówieśnikom – zbytnie zbliżanie się do brzmienia Radiohead. Za to wytwórnie amerykańskie chętnie widziały zespół na swoich przesłuchaniach, co wreszcie zaowocowało podpisaniem kontraktu z Maverick Records 24 grudnia 1998 roku. Po powrocie z USA, Taste Media zawarła w imieniu Muse umowy z wytwórniami w Europie i Australii, pozwalając im sprawować kontrolę nad karierą zespołu w poszczególnych krajach. John Leckie, producent wpływowego albumu Radiohead The Bends, który współpracował też z The Stone Roses, „Weird Al” Yankovicem oraz The Verve, miał wyprodukować pierwszy album zespołu, Showbiz. Odzwierciedlił on agresywny styl grupy, zaś teksty nawiązywały do przeciwieństw napotkanych podczas prób „wypłynięcia” w Teignmouth.
Wkrótce po ukazaniu się albumu zespół ruszył w trasę po USA, supportując Foo Fighters oraz Red Hot Chili Peppers. W latach 1999 i 2000 trio wystąpiło na wielu europejskich festiwalach oraz koncertowało w Australii, gromadząc pokaźną rzeszę fanów, przede wszystkim we Francji.

### Origin of SymmetryiHullabaloo(2001–2002)
Drugi album Muse, Origin of Symmetry, ponownie wyprodukowany przez Leckiego, zrodził cięższe, mroczniejsze rockowe brzmienie z basem Wolstenholme’a niejednokrotnie przesterowanym bądź syntezowanym; pojawiły się też utwory takie jak „Space Dementia”, w których zastosowano więcej technik gry zaczerpniętych z muzyki poważnej.

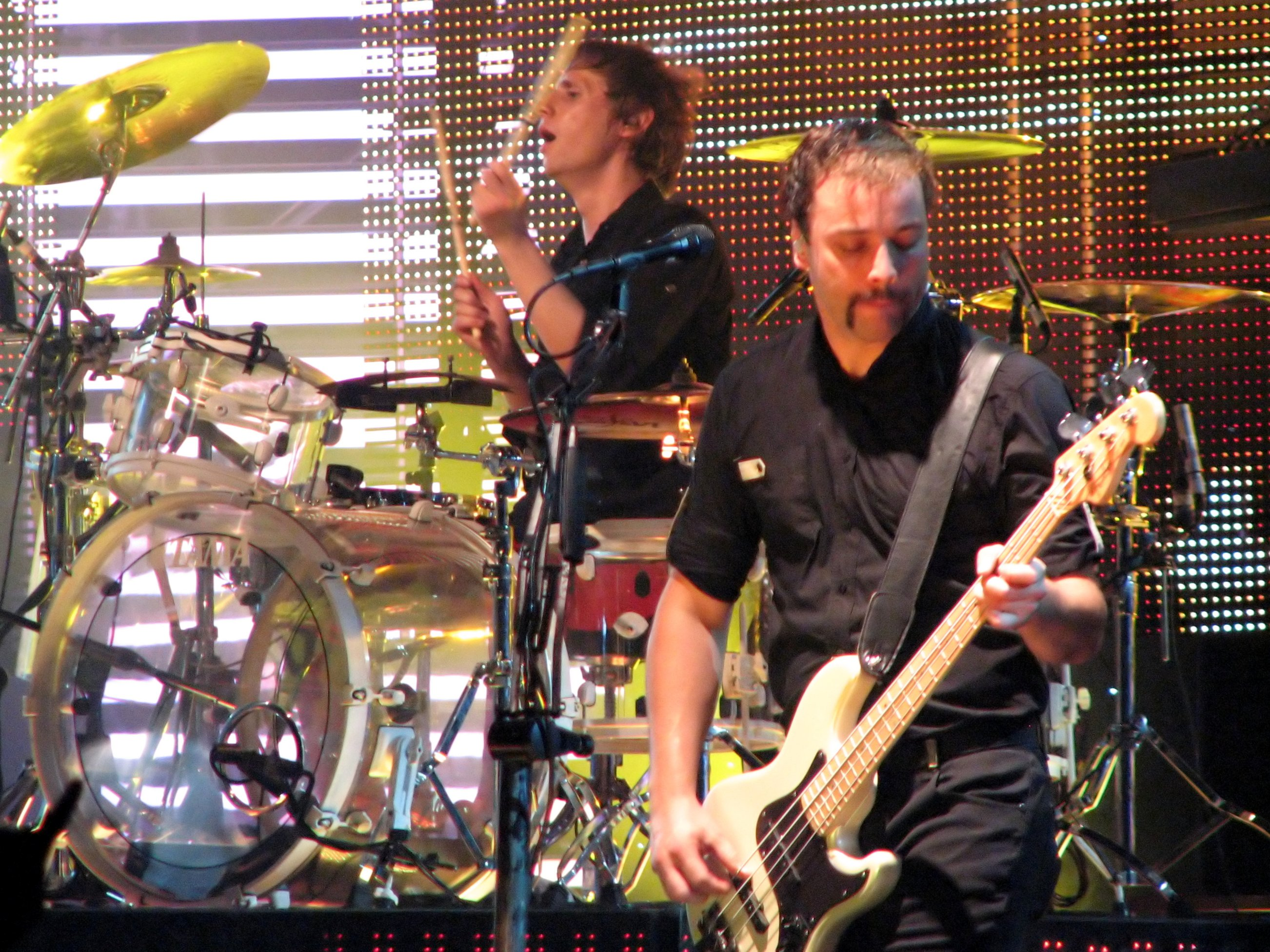
Muse w Toronto, 1 sierpnia 2007

Grupa eksperymentowała z nietypową instrumentalizacją, używając np. organów kościelnych, melotronu i rozszerzonego zestawu perkusyjnego. Na płycie znalazło się więcej wysokich partii wokalnych Bellamy’ego, motywów gitarowych zagranych techniką arpeggio oraz charakterystycznego brzmienia fortepianu, zainspirowanego muzyką okresu romantyzmu (przede wszystkim kompozytorów rosyjskich, takich jak Rachmaninow i Czajkowski). Warte zauważenia są też wpływy minimalistów takich jak Philip Glass. Bellamy wśród inspirujących go gitarzystów wymienia między innymi Jimiego Hendriksa oraz Toma Morello (Audioslave, Rage Against the Machine), wpływy te są też zauważalne w riffach na Origin of Symmetry i użyciu przez Bellamy’ego efektu typu pitch w jego solówkach gitarowych. Album zawiera także cover utworu autorstwa Anthony'ego Newleya i Leslie Bricusse'a – „Feeling Good". „Origin...” został przez Neha Nimmaguddę określony jako „elektryzująca podróż poprzez ruiny post-apokaliptycznego świata, wzbogacona dźwiękowymi elementami równoczesności".
Ogólny ekscentryzm wyczuwalny w wizerunku grupy wywołał porównania do Queen, jednak dotyczyły one przede wszystkim zachowania na scenie i charyzmatycznego stylu Bellamy’ego przywodzącego na myśl Briana Maya z legendarnego zespołu. Podobieństwa do Radiohead były wciąż zauważalne – Dean Carlson z Allmusic skomentował album następującymi słowami: <cytat>Jeśli chcecie brzmieć jak Radiohead nawet gdy Thom Yorke nie chce brzmieć jak Radiohead, moglibyście wynieść to do wybitnie absurdalnego, wręcz pompatycznego poziomu</cytat>.
Album mógł przynieść Muse rozgłos na amerykańskiej scenie muzycznej, jednak Maverick miała obawy co do głosu Bellamy’ego (miał on nie być typowo „radiowy”). Zasugerowano więc grupie zmianę stylu niektórych piosenek przed wydaniem płyty w Ameryce. Muzycy obrazili się i zakończyli współpracę z wytwórnią, w związku z czym płyta nie została wydana w Stanach przez Maverick (dopiero 20 października 2005 roku, po podpisaniu umowy z Warner, album pojawił się w tamtejszych sklepach pod szyldem tejże wytwórni).
Zdobywszy w czasie trasy promującej Origin of Symmetry reputację zespołu raczej koncertowego, muzycy postanowili wydać CD i DVD z występów na tejże trasie. DVD nazwane Hullabaloo zawierało materiały filmowe live pochodzące z występów w Le Zénith w Paryżu w 2001 i film dokumentalny ukazujący zespół w trasie. Podwójny album, Hullabaloo Soundtrack, został wydany w tym samym czasie i zawierał kompilację z B-side'ów oraz zestawienie nagrań z występów w Le Zénith. Na rynek trafił także singiel zawierający nowe piosenki – „Dead Star” i „In Your World”, który zdecydowanie odciął się od wielkooperowego stylu Origin of Symmetry. Wywołał on mieszane uczucia wśród dotychczasowych fanów, jednak typowo „radiowe” długości piosenek i ich styl pozwolił grupie zdobyć nowych wielbicieli. Piosenka „Shrinking Universe” z Hullabaloo Soundtrack była jednym z głównych utworów wykorzystanych w filmie 28 tygodni później z 2007 roku.
Origin of Symmetry uplasował się na 74. miejscu w głosowaniu fanów na 100 najlepszych albumów wszech czasów magazynu Q (luty 2006).

### Absolution(2003–2005)
W 2003 roku został wydany nowy album studyjny, Absolution. Krążek wyprodukowany przez Richa Costeya (wcześniejszego producenta Rage Against the Machine) demonstrował kontynuację eksperymentów z Origin of Symmetry, utrzymując trzyczęściową formę utworów. Z albumu pochodzą hitowe single – „Time Is Running Out” oraz „Hysteria".
Album jest zbudowany wkoło tematu końca świata i reakcji w związku z tą sytuacją. Pomimo tego grupa opisuje go jako „podnoszący na duchu”, z pozytywnym przesłaniem płynących z piosenek takich jak „Blackout” i „Butterflies and Hurricanes". Apokaliptyczny temat albumu wziął się z zainteresowań Bellamy’ego teoriami konspiracyjnymi, teologią, nauką oraz siłami nadprzyrodzonymi. Piosenka „Ruled By Secrecy” wzięła tytuł z noweli Jima Marrsa Oni rządzą światem (w oryginale Rule by Secrety), która opowiada o spiskach będących udziałem większości rządów. Wiele tekstów piosenek na płycie ma zabarwienie polityczne.

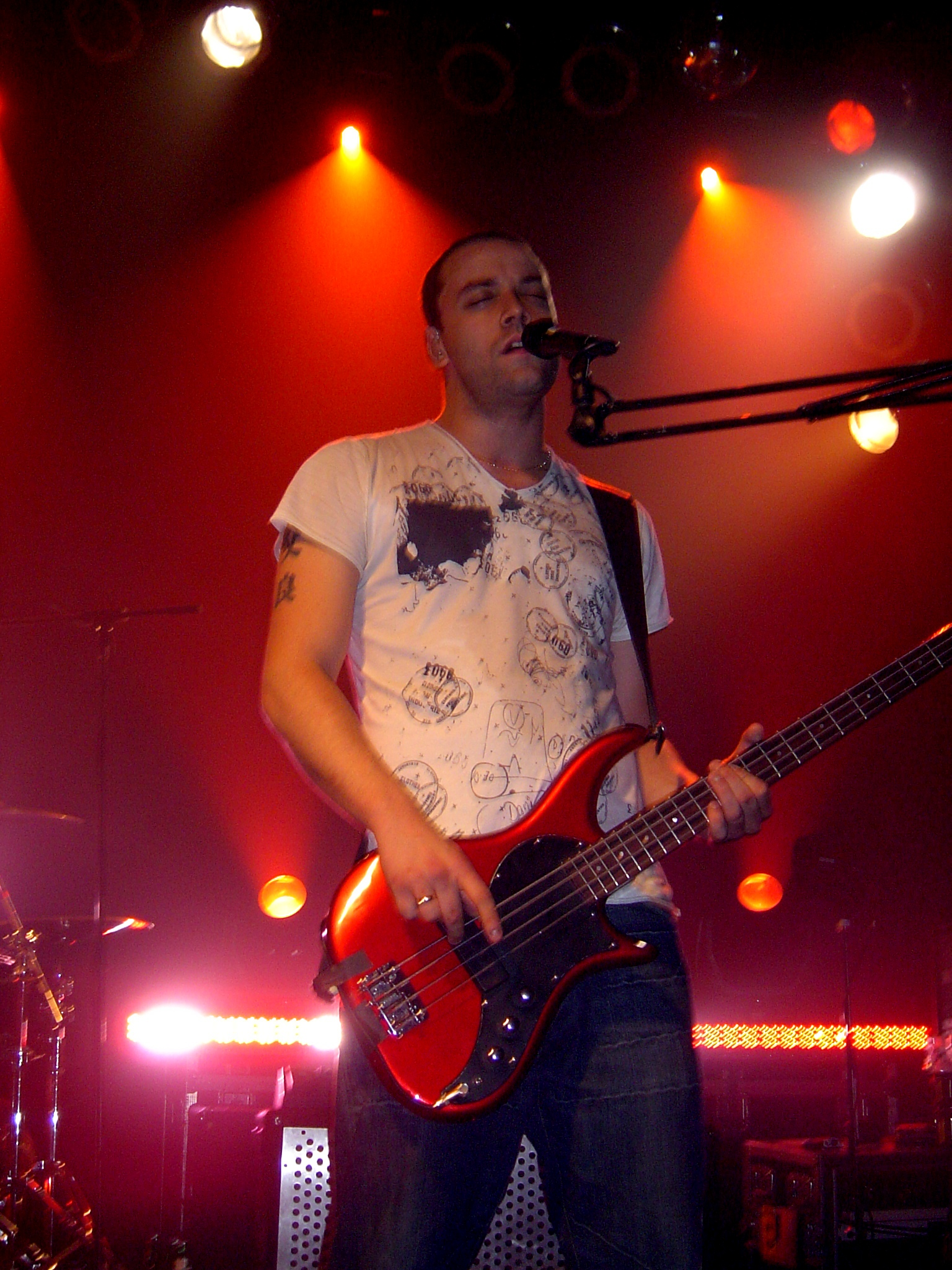
Chris Wolstenholme z Muse występujący w Mod Club Theatre, Toronto w 2004. Międzynarodowa trasa Absolution zawierała pierwsze występy zespołu w Północnej Ameryce od 1999 r.

Otrzymując znaczną aprobatę krytyków w Wielkiej Brytanii, oraz podpisawszy nową umowę z amerykańską wytwórnią, Muse podjęli się odbycia swej pierwszej międzynarodowej trasy koncertowej. Trwała ona przez niecały rok, w czasie którego muzycy odwiedzili Australię, Nową Zelandię, Stany Zjednoczone, Kanadę i Francję. W tym czasie wydali również pięć singli („Time Is Running Out”, „Hysteria”, „Sing for Absolution”, „Stockholm Syndrome” i „Butterflies and Hurricanes”).
W czerwcu 2004 roku zespół wystąpił w roli headlinera na Glastonbury Festival. Bellamy opisał ten koncert jako „najlepszy występ naszego życia", lecz krótko po jego zakończeniu ojciec Dominica Howarda, który był tam, aby zobaczyć zespół, zmarł na atak serca. To było największe uczucie wyczynu, jakie kiedykolwiek mieliśmy schodząc ze sceny. To było prawie nierealne, że godzinę później zmarł jego (Howarda) ojciec. To było prawie nie do uwierzenia. Spędziliśmy z Domem około tygodnia próbując go wspierać. Myślę, że był szczęśliwy, iż jego tata przynajmniej widział go w prawdopodobnie najlepszym momencie istnienia zespołu – powiedział Bellamy.
Ostatnie występy trasy promującej Absolution miały miejsce w Stanach Zjednoczonych i na Earls Court Arena w Londynie, gdzie grupa zagrała dodatkowy koncert w związku z wysokim popytem na bilety. Później, w kwietniu i maju 2005 roku, zespół ponownie odwiedził USA, dając kilkanaście koncertów (Absolution osiągnął tam status złotej płyty). 2 lipca 2005 roku Muse wzięli udział w Live 8 w Paryżu, gdzie zagrali single – „Plug In Baby”, „Bliss”, „Time Is Running Out” i „Hysteria".
Zespół zdobył dwie statuetki MTV Europe Music Awards, m.in. w kategorii „Best Alternative Act”, a także Q Award za „Best Live Act". Grupa otrzymała nagrodę w tej kategorii również na Brit Awards 2005. Pod koniec 2004 roku zespół The Tallywood Strings wydał The String Quartet Tribute to Muse, instrumentalny album smyczkowy zawierający covery piosenek Muse.
W kwietniu 2005 roku na rynek trafiło nieoficjalne DVD biograficzne pt. Manic Depression. Zespół nie był jednak powiązany z projektem ani w żaden sposób nie aprobował jego wydania. Inne DVD, tym razem oficjalne – Absolution Tour, zostało wydane 12 grudnia 2005 roku i zawiera edytowane i remasterowane najważniejsze fragmenty z Glastonbury Festival 2004 oraz wcześniej niepublikowane materiały filmowe z London Earls Court, Wembley Arena, i Wiltern Theatre w Los Angeles. Zawiera także dwa hidden tracki – „Endlessly” i „Thoughts of a Dying Atheist”, nagrane na Wembley Arena. Jedynym utworem z Absolution, którego zabrakło na DVD jest „Falling Away With You”, przez fakt, iż nigdy nie został zagrany na żywo.

### Black Holes and RevelationsiH.A.A.R.P.(2006–2008)
W roku 2006 zespół Muse ogłosił zamiar wydania nowej płyty (której producentem ponownie miał być Richa Costey) zatytułowanej Black Holes and Revelations. Album pojawił się w Internecie 7 czerwca, na niecały miesiąc przed trafieniem do sklepów. Krążek został oficjalnie wydany w Europie 3 lipca 2006, zaś 8 dni później pojawił się w Ameryce. Wcześniej (28 czerwca) światło dzienne ujrzało wydanie japońskie. Zawierało ono bonusowy utwór, „Glorious”, w pozostałej części świata dostępny wyłącznie na stronie B winylu Invincible. Album osiągnął 1. pozycję na listach w Wielkiej Brytanii, dużej części Europy oraz w Australii, odnotował także znaczny sukces w USA, gdzie zawędrował na 9. miejsce listy Billboard 200. Black Holes and Revelations nominowany był w 2006 roku do nagrody Mercury Music Prize, jednak grupa została pokonana przez zespół Arctic Monkeys. Jakkolwiek, album po rozejściu się w milionowym nakładzie osiągnął status Europejskiej Platynowej Płyty, a zespół otrzymał wyróżnienie Q Awards za najlepszy występ na żywo (Best Live Act).
Nazwa krążka i tematy utworów są wynikiem fascynacji kosmosem, przede wszystkim Marsem i Cydonią. Okładka została zaprojektowana przez Storma Thorgersona i przedstawia marsjański krajobraz oraz czterech mężczyzn siedzących przy stole, na którym stoją cztery miniaturowe koniki – prawdopodobnie są to Czterej Jeźdźcy Apokalipsy, którzy przerośli swoje konie.
Piosenka „Exo-Politics” mówi o konspiracyjnym przeprowadzeniu przez rząd fałszywej inwazji kosmitów dla zysku powiązanych z nim korporacji, a także o manipulowaniu populacją świata i podporządkowywaniu jej swojej woli.

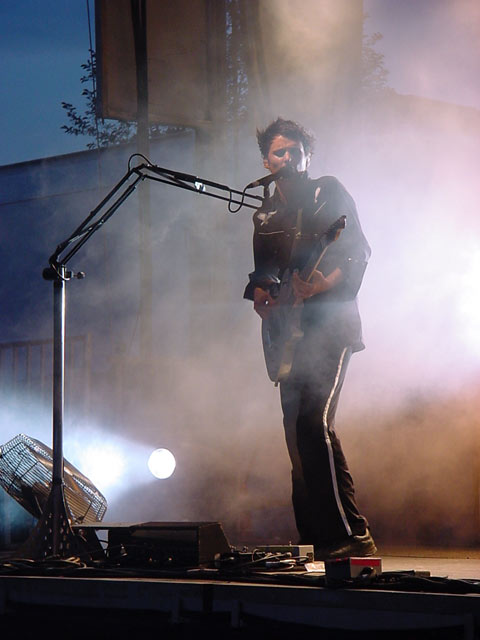
Muse Live na Curiosa Festival, Randalls Island, Nowy Jork, 31 sierpnia 2004

Pierwszy singel z tego albumu, „Supermassive Black Hole”, był najpierw wydany w postaci teledysku wyreżyserowanego przez Florię Sigismondi i udostępniony za pośrednictwem Internetu 9 maja 2006. Reakcje na jego pojawienie się były różne, utwór bowiem znacznie odbiegał od utrwalonego na poprzednich płytach stylu grupy; jakiś czas później zespół ujawnił, że piosenka inspirowana była muzyką Soulwax oraz Millionaire – kapeli, która na jednym z koncertów supportowała Muse. Podziękowania od tria zostały zamieszczone na oficjalnej stronie Millionaire, jednak wkrótce stamtąd zniknęły. Oficjalnie singiel został wydany online 12 czerwca, tydzień przed wypuszczeniem na rynek jego wersji CD. Na B-side wersji CD umieszczono także utwór „Crying Shame". Drugi oficjalny singiel, „Starlight”, został wydany 4 września 2006, zaś trzeci – „Knights of Cydonia” – 27 listopada (jego radiowa premiera miała miejsce dużo wcześniej, bo już 13 czerwca). Ponadto dostał on się na listę Top 10, a także nagrano do niego w Rumunii 6-minutowy teledysk. Czwarty singiel z tego albumu, „Invincible”, pojawił się 9 kwietnia 2007 roku. Kolejny singiel, „Map of the Problematique”, został wydany tylko w wersji cyfrowej 18 czerwca 2007, po występie zespołu na Wembley Stadium.
2 listopada 2006 Muzycy otrzymali nagrody Best Alternative i Best Live Act na 2006 MTV European Music Awards w Kopenhadze oraz wystąpili tam ze swoim singlem „Starlight". Justin Timberlake, prezenter gali, zapowiadając ich występ stwierdził, że byli tam najlepszym zespołem, a główny wokalista The Killers Brandon Flowers wspomniał o grupie w czasie otrzymywania nagrody Best Rock, mówiąc, że nagroda ta należała się Muse. W lutym 2007 roku zespół zdobył również nagrodę Brit Award za Best Live Act, jednak w kategorii Best Album i Best British Band przegrali z Arctic Monkeys.
Muse nagrali live session w Abbey Road Studios dla Live From Abbey Road w sierpniu 2006 r.
Zespół ponownie zaczął występować na żywo 13 maja 2006 roku w programie One Big Weekend na BBC Radio 1, później zaś pojawił się wiele razy w telewizji z występami promocyjnymi. Główna trasa koncertowa zaczęła się zaraz przed wydaniem albumu i początkowo składała się przede wszystkim z występów na festiwalach; najważniejszym z tego cyklu był koncert na Reading and Leeds Festivals.
Trasa po Ameryce Północnej trwała od początku lipca do końca sierpnia 2006, i po ostatnich festiwalach, zaczęła się trasa po Europie, zawierająca trasę po dużych arenach w Wielkiej Brytanii. Zespół spędził listopad i dużą część grudnia 2006 podróżując po Europie z supportującym ich brytyjskim zespołem Noisettes. Trasa rozciągnęła się na Australię i południowo-wschodnią Azję; Muse opublikowali dalsze daty koncertów aż do października 2007. Większe występy to Big Day Out '07 i główny występ na Isle of Wight Festival 9 czerwca 2007.
Pod koniec 2006 roku muzycy ogłosili, że zagrają występ dla 75 tys. osób na nowo wybudowanym Wembley Stadium 16 czerwca 2007. Bilety na pierwszy koncert zostały sprzedane w ciągu kilkunastu minut, co zmusiło zespół do ustalenia drugiej daty występu – 17 czerwca. Supportem na występach na Wembley byli The Streets, Rodrigo y Gabriela i Dirty Pretty Things 16 czerwca, oraz My Chemical Romance, Biffy Clyro i Shy Child 17 czerwca. Oba koncerty zostały sfilmowane z zamiarem wydania koncertowego DVD, które ostatecznie trafiło na rynek 17 marca 2008 roku pod nazwą H.A.A.R.P. Jego tytuł nawiązuje do High Frequency Active Auroral Research Program – amerykańskiego programu wojskowych badań naukowych, mającego na celu analizę właściwości i zachowań zachodzących w jonosferze.
Grupa zajęła 9 miejsce na liście „10 Most Exciting Bands On The Planet Right Now” (10 najbardziej ekscytujących współczesnych zespołów na planecie), która została opublikowana w 252 wydaniu magazynu Q Magazine (lipiec 2007).
30 czerwca 2007 po raz pierwszy zagrali w Polsce. Show miał miejsce w Gdyni podczas Open'er Festival.
Po rozdaniu Brit Awards ogłosili, że zostali poproszeni o zagranie na jednym z koncertów Live Earth, który również miał odbyć się na Wembley Stadium, 7 lipca 2007, jednak organizatorzy spotkali się z odmową grupy, która miała już zaplanowany występ na Oxegen festival w Irlandii w tym samym dniu.
W maju Muse zostali zmuszeni odwołać kilka koncertów z My Chemical Romance, ponieważ kilku członków MCR i część ekipy zatruło się jedzeniem. Sierpień i wrzesień to okres koncertów zespołu w USA, a najważniejsze z nich to Lollapalooza w Chicago (największa publiczność w historii występów Muse w tym kraju), hala Madison Square Garden w Nowym Jorku, Festival Pier w Filadelfii, a także Vegoose Festival w Las Vegas wraz z grupami takimi jak Rage Against The Machine, Daft Punk i Queens of the Stone Age. Ostatni występ grupy w 2007 roku miał miejsce na KROQ Almost Acoustic Christmas w Los Angeles.
Pojawiły się spekulacje, że Muse zagrają na Glastonbury Festival 2008, jednak Michael Eavis zaprzeczył temu mówiąc „Już mamy wyznaczone główne występy na przyszły rok, ale to nie jest ani Muse, ani U2", chociaż według NME Magazine do tej pory wyznaczone zostały jedynie dwa z trzech głównych zespołów na festiwal w 2008 roku. Stuart Galbraith, organizator Download Festival w Donington Park również przyznał, że jest zainteresowany występem grupy na festiwalu.

### The Resistance(2009–2011)
W wywiadzie opublikowanym 14 kwietnia 2008 roku przez magazyn NME Matthew Bellamy stwierdził, że chciałby w przyszłości stworzyć „zespół będący angielską odpowiedzią na Rage Against The Machine". 2 sierpnia do internetu wyciekł nawet kolaboracyjny utwór Muse z The Streets pt. „Who Knows Who”, będący niejako potwierdzeniem powyższej wypowiedzi Bellamy'ego. Krótko po tym zespół potwierdził autentyczność piosenki zaznaczając jednocześnie, że nigdy na poważnie nie myślał o wydawaniu go w jakiejkolwiek formie.
We wrześniu 2008 roku Uniwersytet Plymouth nadał członkom Muse honorowe tytuły naukowe za, jak określili jego władze, „bycie nie tylko jednym z najbardziej ekscytujących zespołów koncertowych na świecie, ale także zespołem, który przełamuje muzyczne granice".
W 2008 roku rozpoczęły się prowizoryczne prace nad piątym albumem. Dominic Howard wyznał, że wraz z kolegami wrócił do studia nagraniowego niedaleko jeziora Como we Włoszech i już przed sierpniowym występem na V Festival zespół miał napisanych kilka utworów.
Opowiadając na pytania fanów za pośrednictwem oficjalnego forum Chris Wolstenholme przyznał, że „byłoby miło wydać album w drugiej połowie przyszłego (2009) roku, jednak nie wyznaczamy sobie żadnych terminów. Ważniejszym dla nas jest zrobienie najlepszego materiału w naszej karierze, więc jeśli potrwa to do 2010 roku, nie będziemy mieć nic przeciwko. Mamy jednak nadzieję, że płyta trafi na rynek wcześniej".
Początkiem lutego 2009 roku pojawiła się pierwsza konkretna, chociaż nieoficjalna, informacja odnośnie do daty wydania następcy Black Holes & Revelations. Serwis microcuts.net dowiedział się od osoby blisko związanej z wytwórnią Warner, że piąty album Muse powinien ujrzeć światło dzienne we wrześniu 2009 roku, po czym grupa rozpocznie trasę koncertową. W wywiadzie dla BBC 6 Music Bellamy stwierdził, że płyta pokaże wyraźne inspiracje zespołu muzyką poważną, a całość będzie „bardzo orkiestralna". Odnośnie do nowego krążka powiedział także, że pisze „najtrudniejszą piosenkę w życiu". Powstaje nowy utwór w trzech częściach, nad którym pracowałem sporadycznie od wielu lat. W dużej mierze jest on orkiestralny... Partie te aranżuję sam, a zajmuje to sporo czasu. Lider Muse wyraził nadzieję, że ta trzyczęściowa kompozycja zamknie najnowsze dzieło grupy. 25 lutego podczas rozdania nagród NME Awards Bellamy potwierdził, że płyta jest gotowa w około 50 procentach i powinna trafić na rynek pod koniec lata 2009 roku.
24 marca 2009 roku zespół oficjalnie ogłosił, że jesienią ruszy w trasę koncertową. Trio odwiedzi Wielką Brytanię, pozostałą część Europy oraz Amerykę Północną. Za oceanem wystąpi jako specjalny gość na kilku koncertach U2.
Niemal dwa miesiące później, 22 maja Muse ogłosili za pomocą swojego bloga, że ich najnowszy album będzie nosił tytuł The Resistance. Potwierdzono również nazwę jednej z piosenek – „United States of Eurasia”, której tytuł fani odczytali ze skryptu trzymanego przez Bellamy'ego na zdjęciu umieszczonym na Twitterze. Płyta ukazała się na rynku 14 września 2009 roku. Pierwszym singlem promującym album jest piosenka „Uprising”, której premiera radiowa odbyła się 3 sierpnia w programie Zane Lowe'a w BBC Radio 1. Piosenka ta została zagrana również 13 września, podczas gali MTV Video Music Awards 2009, jako pierwszy telewizyjny występ zespołu w USA.

### The 2nd Law(2012–2014)
W 2011 roku zespół rozpoczął pracę nad nowym albumem. 6 czerwca 2012 na oficjalnej stronie zespołu pojawił się trailer, podano także jego nazwę „The 2nd Law". Datę wydania wyznaczono na 17 września 2012. Zespół podjął się napisania oficjalnej piosenki Letnich Igrzysk Olimpijskich w Londynie. Został nią singiel „Survival". Premiera utworu miała miejsce 27 czerwca 2012 w BBC One. 13 lipca 2012 za pomocą twittera udostępniono listę piosenek, które znajdą się na nowym albumie. Okładka pojawiła się na stronie zespołu 30 lipca 2012. Kolejnym udostępnionym utworem było „The 2nd Law: Unsustainable „. Dostępny był jedynie dla osób które zamówiły nowy album podczas przed-sprzedaży. W związku ze stworzeniem oficjalnego utworu igrzysk, zespół wystąpił na ceremonii zamknięcia Letnich Igrzysk Olimpijskich w Londynie. Uroczystość miała miejsce 12 sierpnia 2012.
Pierwszym oficjalnym singlem został utwór „Madness". Premiera odbyła się 20 sierpnia 2012 w radiu BBC1. Wydanie albumu zostało przeniesione na 1 października 2012.
19 września 2012 zespół wystąpił w Air Productions studio № 128 w Paryżu z przedpremierowym wykonaniem utworu „Follow Me". Jest on wyrazem ojcowskiej miłości wokalisty. Matthew Bellamy zawarł w nim nagranie bicia serca swojego syna Binghama. Dzień później w Koloni (Niemcy) miał miejsce specjalny koncert na którym można było usłyszeć kolejne piosenki z nowego albumu: „Supremacy”, „Panic Station”, „Animals” a także „Save Me". Ostatnia z tych piosenek jest pierwszą śpiewaną przez Chrisa Wolstenholme'a – basistę.
Na oficjalnej stronie zespołu, 21 września 2012 pojawiło się zaproszenie dla fanów do udziału w The Muse Connectome Project.
Światowa premiera odbyła się 1 października. W Polsce limitowana wersja CD + DVD pojawiła się dopiero 8 października. Dwa tygodnie później zespół przystąpił do nowej trasy koncertowej.
19 listopada 2013 roku w wybranych miastach można było obejrzeć nagrany w rozdzielczości 4K koncert z Rzymu, który miał miejsce 6 lipca 2013 roku. 2 grudnia została wydana wersja CD+DVD oraz CD+Blu-ray tego nagrania. W kwietniu 2014 roku zespół zagrał ostatnie 3 koncerty z trasy promującej The 2nd Law.

### Drones(2014 - 2016)
W 2013 roku zespół wykonał kilka utworów pochodzących z ich dawniejszych płyt. Frontman powiedział, że nowy album będzie właśnie w takim stylu.
3 października 2014 roku na oficjalnym profilu w serwisie Instagram zespół umieścił zdjęcie potwierdzające prace nad nowym albumem. Od tego czasu zespół regularnie udostępniał nowe zdjęcia oraz fragmenty video ze studia. W grudniu na oficjalnej stronie, zespół ogłosił występ na Orange Warsaw Festival 14 czerwca 2015 roku. Na początku marca 2015 roku Matthew Bellamy w wywiadzie dla niemieckiego magazynu ujawnił tematykę albumu. Skupia się ona na teoriach spiskowych, nowym porządku świata, ekologii oraz III wojny światowej. 11 marca zespół ujawnił nazwę albumu, tracklistę oraz datę wydania. Dzień później zespół na oficjalnym kanale YouTube umieścił utwór o nazwie Psycho z tego albumu. Album doczekał się swojej premiery 8 czerwca. 26 lutego 2016 album zdobył nagrodę Grammy za najlepszy album rockowy.

### Simulation Theory(2017 - 2021)
W 2017 roku Muse wraz z Thirty Seconds to Mars i PVRIS koncertowało w Ameryce Północnej. Dominic Howard potwierdził w lutym, że zespół wrócił do studia. 18 maja Muse wydało singiel zatytułowany „Dig Down”. W lutym 2018 roku zespół wypuścił singiel „Thought Contagion”. Kilka dni później zespół zagrał jednorazowy koncert w La Cigale we Francji z setlistą głosowaną na fanów online. 19 lipca 2018 roku Muse wydał trzeci singiel, który nosi tytuł „Something Human”. 30 sierpnia 2018 roku zespół ogłosił, że ósmy album studyjny, Simulation Theory, ukaże się 9 listopada. Ogłoszeniu towarzyszył kolejny singiel i wideo „The Dark Side”. Piąty singiel „Pressure” został wydany 27 września. Światowa trasa Simulation Theory World Tour rozpoczęła się w Houston 3 lutego 2019 r. i zakończyła się 15 października w Limie. Film oparty na albumie i trasie, Muse – Simulation Theory, łączący nagrania koncertowe i sceny narracyjne, został wydany w sierpniu 2020 roku.
W grudniu 2019 r. Muse wydało Origin of Muse, zestaw pudełkowy zawierający zremasterowane wersje Showbiz i Origin of Symmetry oraz wcześniej niepublikowany materiał. Z okazji 20. rocznicy powstania Origin of Symmetry w czerwcu 2021, Muse wydało zremiksowaną i zremasterowaną wersję Origin of Symmetry: XX Anniversary RemiXX.

### Will of the People(po 2022)
13 stycznia 2022 r. Muse wydał singiel „Won't Stand Down”, który oznaczał powrót do cięższego, wczesnego brzmienia zespołu. 17 marca 2022 r. Muse ogłosił nowy album zatytułowany „Will of the People”, którego data premiery to 26 sierpnia 2022 r. Muse wydała także singiel zatytułowany „Compliance”. Teledysk do utworu inspirowany jest filmem „Looper – Pętla czasu” i kręcony był w Polsce.

## Muzycy
Obecny skład zespołu
- Matthew Bellamy – wokal prowadzący, instrumenty klawiszowe, gitara (od 1994)
- Chris Wolstenholme – gitara basowa, wokal prowadzący, wokal wspierający, instrumenty klawiszowe, gitara (od 1994)
- Dominic Howard – perkusja, instrumenty perkusyjne, instrumenty klawiszowe, wokal wspierający (od 1994)

Muzycy koncertowi
- Morgan Nicholls – instrumenty klawiszowe, instrumenty perkusyjne, gitara, gitara basowa, wokal wspierający (2004, od 2006)
- Dan „The Trumpet Man” Newell – trąbka (2006–2008)
- Alessandro Cortini – instrumenty klawiszowe (2009)

## Dyskografia

### Albumy studyjne
- Showbiz (1999)
- Origin of Symmetry (2001)
- Absolution (2003)
- Black Holes and Revelations (2006)
- The Resistance (2009)
- The 2nd Law (2012)
- Drones (2015)
- Simulation Theory (2018)
- Will of the People (2022)

## Nagrody
| Rok  | Nagroda                              | Kategoria                                             | Region            |
| ---- | ------------------------------------ | ----------------------------------------------------- | ----------------- |
| 2000 | NME Awards                           | Best New Artist                                       | Wielka Brytania   |
| 2001 | Kerrang! Awards                      | Best British Band                                     | Wielka Brytania   |
| 2004 | Q Awards                             | Innovation Award                                      | Wielka Brytania   |
| 2004 | Kerrang! Awards                      | Best Album                                            | Wielka Brytania   |
| 2004 | Q Awards                             | Best Live Act                                         | Wielka Brytania   |
| 2004 | MTV Europe Music Awards              | Best Alternative                                      | Europa            |
| 2004 | MTV Europe Music Awards              | Best UK & Ireland Act                                 | Europa            |
| 2005 | Brit Awards                          | Best Live Act                                         | Wielka Brytania   |
| 2005 | NME Awards                           | Best Live Act                                         | Wielka Brytania   |
| 2005 | MTVU Woodie Awards                   | Best International                                    | Stany Zjednoczone |
| 2006 | Q Awards                             | Best Live Act                                         | Wielka Brytania   |
| 2006 | MTV Europe Music Awards              | Best Alternative                                      | Europa            |
| 2006 | Kerrang! Awards                      | Best Live Act                                         | Wielka Brytania   |
| 2006 | UK Festival Awards                   | Best Rock Act                                         | Wielka Brytania   |
| 2006 | BT Digital Music Awards              | Best Rock Artist                                      | Wielka Brytania   |
| 2006 | BT Digital Music Awards              | Best Unofficial Website ()                            | Wielka Brytania   |
| 2006 | UK Festival Awards                   | Best Headline Act                                     | Wielka Brytania   |
| 2006 | Vodafone Live Music Awards           | Best Live Act                                         | Wielka Brytania   |
| 2007 | Brit Awards                          | Best Live Act                                         | Wielka Brytania   |
| 2007 | NME Awards                           | Best British Band                                     | Wielka Brytania   |
| 2007 | Vodafone Live Music Awards           | Tour of the Year                                      | Wielka Brytania   |
| 2007 | BT Digital Music Awards              | Best Rock/Indie Artist                                | Wielka Brytania   |
| 2007 | Q Awards                             | Best Live Act                                         | Wielka Brytania   |
| 2007 | MTV Europe Music Awards              | Best Headline Act                                     | Europa            |
| 2007 | MTV Europe Music Awards              | Best UK & Ireland Act                                 | Europa            |
| 2007 | MTVU Woodie Awards                   | Best Performing Woodie                                | Stany Zjednoczone |
| 2008 | Meteor Ireland Music Awards          | Best International Live Band                          | Irlandia          |
| 2008 | NME Awards                           | Best Live Band                                        | Wielka Brytania   |
| 2008 | MTV Asia Awards                      | Bring Da House Down                                   | Malezja           |
| 2009 | NME Awards                           | Best Live Band                                        | Wielka Brytania   |
| 2009 | NME Awards                           | Best Album Artwork (HAARP)                            | Wielka Brytania   |
| 2009 | Q Awards                             | Best Act in the World Today                           | Wielka Brytania   |
| 2010 | Gaffa Magazine Awards                | Best International Band                               | Dania             |
| 2010 | Gaffa Magazine Awards                | Best International Album                              | Dania             |
| 2010 | Gaffa Magazine Awards                | Best International Song (Uprising)                    | Dania             |
| 2010 | The Bandit Rock Awards               | Best International Group                              | Szwecja           |
| 2010 | The Bandit Rock Awards               | Best International Live Act                           | Szwecja           |
| 2010 | Music Producers Guild Award          | Best Single (Uprising)                                | Wielka Brytania   |
| 2010 | Fonogram Award                       | Best International Alternative Album (The Resistance) | Węgry             |
| 2010 | NME Awards                           | Best British Band                                     | Wielka Brytania   |
| 2010 | NME Awards                           | Best Website                                          | Wielka Brytania   |
| 2010 | MTV VMA                              | Best SFX (Uprising)                                   |                   |
| 2010 | Live UK Music Business Awards        | Best Live Spectacle (Glastonbury 2010)                | Wielka Brytania   |
| 2010 | Live UK Music Business Awards        | Best Festival Performance (T in the Park 2010)        | Wielka Brytania   |
| 2010 | Digital Music Awards                 | Best Official Site                                    | Wielka Brytania   |
| 2010 | Digital Music Awards                 | Best Fansite                                          | Wielka Brytania   |
| 2010 | American Music Award                 | Best Alternative Rock Artist                          | Stany Zjednoczone |
| 2010 | European Festival Awards             | Best Headliner                                        | Europa            |
| 2010 | European Festival Awards             | Festival Anthem Of The Year (Uprising)                | Europa            |
| 2011 | GRAMMY                               | Best Rock Album (The Resistance)                      |                   |
| 2011 | NME Awards                           | Best British Band                                     | Wielka Brytania   |
| 2011 | Ivor Novello Award                   | International Achievement                             | Wielka Brytania   |
| 2011 | Wembley's Greatest Event Competition | Wembley's Greatest Event (HAARP tour in 2007)         | Wielka Brytania   |
| 2012 | NME Awards                           | Hero Of The Year (Matthew Bellamy)                    | Wielka Brytania   |
| 2012 | NME Awards                           | Most Dedicated Fans                                   | Wielka Brytania   |
| 2012 | Q Awards                             | Best Act In The World Today                           | Wielka Brytania   |
| 2013 | NME Awards                           | Best Fan Community                                    | Wielka Brytania   |
| 2015 | NME Awards                           | Best Fan Community                                    | Wielka Brytania   |
| 2016 | GRAMMY                               | Best Rock Album (Drones)                              | Stany Zjednoczone |
| 2018 | NRJ Music Awards                     | NRJ Award of Honor                                    | Francja           |
| 2018 | NME Awards                           | Best Festival Headliner                               | Wielka Brytania   |
| 2019 | MTV Europe Music Awards              | Best World Stage                                      | Wielka Brytania   |
| 2020 | NME Awards                           | Best Reissue                                          | Wielka Brytania   |

## Piosenki Muse w repertuarze innych artystów
- Hot Rod Frankie – „Uprising"
- Dream Theater – „Stockholm Syndrome” (podczas koncertów)
- Ken Zazpi – Irri Bat – melodia „Muscle Museum” (2001)
- Scala & Kolacny Brothers – „Muscle Museum” (2002)
- The Section Quartet – Lizards Like Us – „Time Is Running Out” (2004)
- William Joseph – Within – „Butterflies and Hurricanes” (2004)
- The String Quartet Tribute To Muse – „Stockholm Syndrome”, „Map Of Your Head”, „Time Is Running Out”, „Muscle Museum”, „In Your World”, „Showbiz”, „The Small Print”, „Sunburn”, „New Born”, „Bliss”, „Sing for Absolution” (2005)
- The Mick Gerbers Band – „Muscle Museum” (2005)
- The Feeling – „Time Is Running Out” (2005)
- Threshold – „Supermassive Black Hole” (2007)
- The Veronicas – „Uprising” (2009)
- 2CELLOS – „Resistance”, „Supermassive Black Hole”, „Hysteria"
- Tarja – „Supremacy” (2016)